# Stiftsgerichtseiche in Bassum
Die Stiftsgerichtseiche in Bassum ist ein Naturdenkmal in der niedersächsischen Stadt Bassum (Landkreis Diepholz).

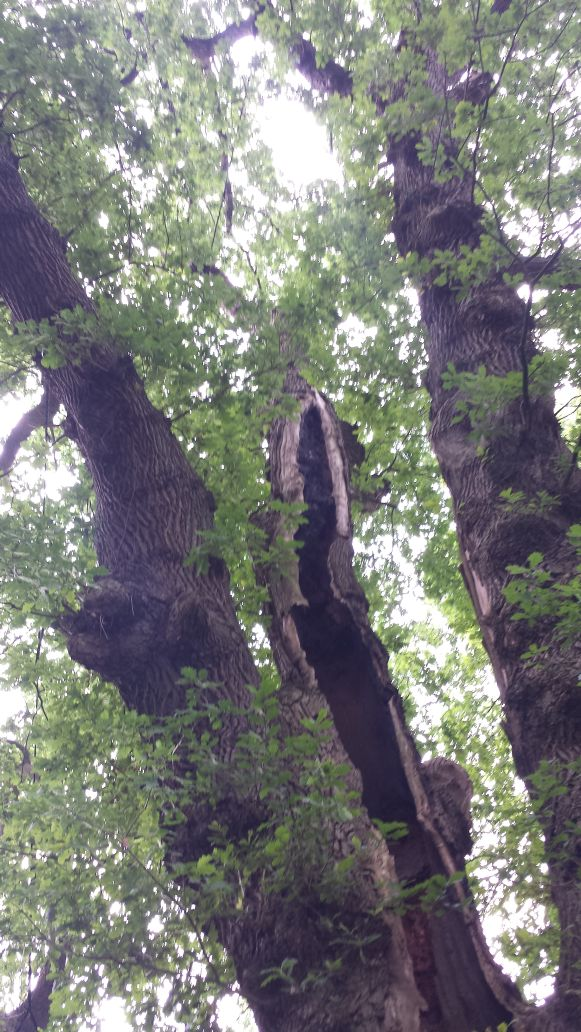
Die Stiftsgerichtseiche

## Beschreibung

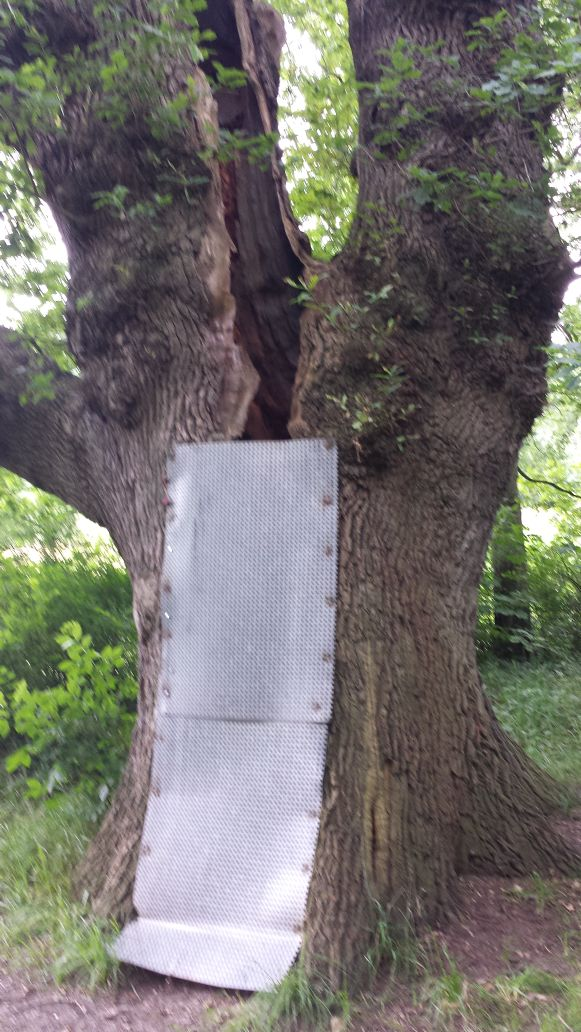
Der hohle Stamm mit Metallplatten

Die Stiftsgerichtseiche befindet sich im Ortskern von Bassum, in der Nähe der Stiftskirche und des evangelischen Damenstifts. Die Eiche hat eine Höhe von 23 Metern, einen Stammumfang von 5,05 und einen Kronenumfang von 18 Metern. Ihr Alter wird in touristischen Schriften mit 1.000 oder sogar "1.200 Jahre", von Fachleuten aber mit 450 bis 500 Jahre angegeben. In Mannshöhe teilt sich der Stamm in drei steil angesetzte Starkäste, so dass ein kandelaberartiger Habitus entsteht. Der Stamm ist hohl und offen – inzwischen mit einer Metallplatte geschützt.
Die Eiche steht auf einem erhöhten Rundplatz und wird kreisförmig von jüngeren Eichen umgeben.
Die Straße „Zur Stiftseiche“ führt in der Verlängerung als Weg zum Freibad an der Stiftsgerichtseiche vorbei.

## Geschichte
Unter der Eiche haben sich die adeligen Stiftsdamen bei schönem Wetter zum Kaffeekränzchen getroffen – deshalb auch die Bezeichnung „Kaffee-Eiche“.